# V Wars
V Wars é uma série de televisão de terror e ficção científica canadense-americana, baseada na série  de histórias em quadrinhos de mesmo nome de Jonathan Maberry, estrelada por Ian Somerhalder, Adrian Holmes, Jacky Lai, Kyle Breitkopf, Peter Outerbridge, Kimberly-Sue Murray e Sydney Meyer. A série estreou na Netflix em 5 de dezembro de 2019.

## Sinopse
V Wars segue a história de um cientista e seu melhor amigo, enquanto enfrentam a crise em evolução de um surto mortal que divide a sociedade em facções opostas, potencialmente evoluindo para uma guerra futura entre humanos e vampiros.

## Elenco e personagens

### Principais
- Ian Somerhalder como Dr. Luther Swann
- Adrian Holmes como Michael Fayne
- Jacky Lai como Kaylee Vo
- Kyle Breitkopf como Desmond "Dez" Swann
- Peter Outerbridge como Calix Niklos (ator convidado)
- Kimberly-Sue Murray como Danika Dubov
- Sydney Meyer como Ava O'Malley
- Kandyse McClure como Claire O'Hagan
- Laura Vandervoort como Mila Dubov (atriz convidada)
- Nikki Reed como Rachel Swann (convidada especial)

### Recorrente
- Michael Greyeyes como Jimmy Saint
- Greg Bryk como Bobby (6 episódios)
- Teddy Moynihan como Jergen Weber (6 episódios)
- Ted Atherton como Elegabulus
- Jonathan Higgins como General Aldous May
- Samantha Liana Cole como Theresa
- Laura de Carteret como Senator Sasha Giroux
- Bo Martyn como Detective Elysse Chambers
- Jessica Harmon como Jessica Swann
- Sarah Abbott como Amélie Giroux

## Episódios

### 1.ª temporada (2019)
| N.º na série | N.º na temp. | Título                                | Dirigido por    | Escrito por                  | Lançamento            |
| ------------ | ------------ | ------------------------------------- | --------------- | ---------------------------- | --------------------- |
| 1            | 1            | "Down with the Sickness"              | Brad Turner     | Glenn Davis & William Laurin | 5 de dezembro de 2019 |
| 2            | 2            | "Blood Brothers"                      | Brad Turner     | Glenn Davis & William Laurin | 5 de dezembro de 2019 |
| 3            | 3            | "Because I Could Not Stop for Death"  | T. J. Scott     | Glenn Davis & William Laurin | 5 de dezembro de 2019 |
| 4            | 4            | "Bad as Me"                           | T. J. Scott     | Glenn Davis & William Laurin | 5 de dezembro de 2019 |
| 5            | 5            | "Cold Cold Ground"                    | Kaare Andrews   | Glenn Davis & William Laurin | 5 de dezembro de 2019 |
| 6            | 6            | "It's Not Enough to Have Lived"       | Marita Grabiak  | Glenn Davis & William Laurin | 5 de dezembro de 2019 |
| 7            | 7            | "The Night Is Darkening Round Me"     | Bobby Roth      | Glenn Davis & William Laurin | 5 de dezembro de 2019 |
| 8            | 8            | "Red Rain"                            | Brad Turner     | Glenn Davis & William Laurin | 5 de dezembro de 2019 |
| 9            | 9            | "The Junkie Run of the Predator Gene" | Ian Somerhalder | Glenn Davis & William Laurin | 5 de dezembro de 2019 |
| 10           | 10           | "Bloody but Unbow'd"                  | Brad Turner     | Glenn Davis & William Laurin | 5 de dezembro de 2019 |

## Produção

### Desenvolvimento
Em 16 de abril de 2018, foi anunciado que a Netflix havia encomendado à produção um pedido de série para uma primeira temporada composta por dez episódios. A série foi criada por William Laurin e Glenn Davis, que são creditados como os showrunners e produtores executivos da série. Produtores executivos adicionais devem incluir Brad Turner, Eric Birnberg, Thomas Walden, David Ozer, Ted Adams e James Gibb. As empresas de produção envolvidas com a série incluem High Park Entertainment e IDW Entertainment. A Netflix cancelou a série depois da primeira temporada, em 30 de março de 2020.

### Elenco
Em abril de 2018, Ian Somerhalder foi escalado para o papel de Dr. Luther Swann. Em junho de 2018, Adrian Holmes, Jacky Lai e Peter Outerbridge se juntaram ao elenco principal. Em julho de 2018, Laura Vandervoort, Kyle Breitkopf e Kimberly-Sue Murray foram escalados para a série.

### Filmagem
As filmagens começaram em Sudbury e Cambridge, Ontário, no final de junho de 2018. As filmagens foram em Toronto, Ontário, Canadá, em outubro de 2018.

## Lançamento
Em 19 de novembro de 2019, o trailer oficial da série foi lançado pela Netflix. A primeira temporada foi lançada em 5 de dezembro de 2019.